# Man with the Steel Whip
Man with the Steel Whip (bra: A Vingança de El Látego) é um seriado estadunidense de 1954, gênero Western, dirigido por Franklin Adreon, em 12 capítulos, estrelado por Dick Simmons e Barbara Bestar. Foi produzido e distribuído pela Republic Pictures, e veiculou nos cinemas estadunidenses a partir de 19 de julho de 1954.
Foi o 64º entre os 66 seriados produzidos pela Republic e usou mutias cenas de arquivo de seriados anteriores, tais como Zorro's Black Whip, The Painted Stallion e Daredevils of the West. Tal como acontecia com qualquer seriado da década de 50, não é considerado um dos melhores exemplos do formato, além de usar uma espécie de plágio do Zorro, mediante o fato de a Republic já não possuir o direito sobre o personagem, que fora comprado por Walt Disney em 1951. Em 1951, a Republic já usara o mesmo recurso, criando o personagem Don Daredevil, com as mesmas características, no seriado Don Daredevil Rides Again.

## Sinopse
Em uma versão western, o dono do saloon, Barnett, quer a terra que está sob a reserva indígena local, devido aos seus depósitos de ouro. Para expulsar as pessoas que vivem na reserva, ele forma uma gangue para atacar os fazendeiros locais e os índios. O fazendeiro Jerry Randall se opõe a ele usando a identidade do lendário mascarado El Latigo, amigo dos índios.

## Elenco
- Richard Simmons … Jerry Randall, um rancheiro e El Latigo, legendário herói mascarado
- Barbara Bestar … Nancy Cooper, professora
- Dale Van Sickel … Crane
- Mauritz Hugo … Barnett, proprietário do saloon
- Lane Bradford … Tosco
- Pat Hogan … Chefe índio
- Roy Barcroft … Xerife

## Produção
Man with the Steel Whip foi orçado em $172,794, porém seu custo final foi $174,718, tornando-o o mais caro seriado da Republic em 1954. Foi filmado entre 2 e 22 de março de 1954, sob o título provisório Man with a Whip. e foia produção nº 1938.

### Conexões com Zorro

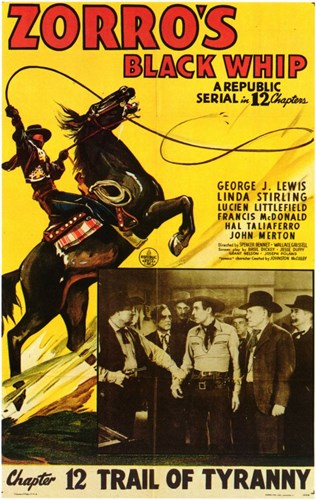
Pôster de Zorro's Black Whip, 1944

Man with the Steel Whip reutilizou cenas de arquivo de vários seriados prévios sobre Zorro, resultando disso que a forma do traje e do corpo do herói, El Latigo, continua mudando entre as cenas, até mesmo se tornando feminino, em cenas retiradas de Zorro's Black Whip, de 1944, em que a personagem principal era mulher.
Embora o seriado Zorro's Black Whip leve o crédito baseado no personagem criado por Johnston McCulley, nenhum Zorro aparece neste filme. Foi lançado como uma produção de Zorro aparentemente para que o estúdio pudesse certificar-se de que os espectadores o assistiriam. Considera-se que Black Whip é, na verdade, uma criação do estúdio e não de Johnston McCulley, o estúdio já tinha feito algo parecido em Jungle Girl de 1941, o nome da série veio de um conto do escritor Edgar Rice Burroughs, conhecido por ter criado Tarzan, porém, o seriado foi protagonizada por uma personagem criada pela Republic: Nyoka, no anos seguinte, lançou um novo seriado, dessa vez, sem mencionar o escritor:Perils of Nyokas.

Idealizado pelo escritor norte-americano Johnston McCulley, a primeira aparição do lendário personagem Zorro aconteceu nas páginas da revista pulp All-Story Weekly, em 1919. Publicada em cinco edições, com o título de The Curse of Capistrano, a história acabou ganhando as telas do cinema no ano seguinte, no filme  The Mark of Zorro. Em seguida, em virtude do enorme sucesso do filme, McCulley relançou a história sob o formato de um Romance, que acabou recebendo o mesmo título do filme: The Mark of Zorro. O personagem Zorro foi adaptado pela primeira vez pelo estúdio em 1936 no filme The Bold Caballero.

A Republic Pictures lançou vários seriados inspirados no Zorro: Zorro Rides Again, em 1937; Zorro's Fighting Legion, em 1939; Son of Zorro, em 1947; e Ghost of Zorro, em 1949. O seriado Daughter of Don Q apresenta a filha de Don Quantero, um herói parecido com Zorro, o título do seriado é uma referência ao filme Don Q, Son of Zorro de 1925, estrelado por Douglas Fairbanks, o filme é uma sequencia de The Mark of Zorro de 1920 e é levemente baseado no romance de 1909, Don Q.'s Love Story, escrito por Hesketh Hesketh-Prichard sua mãe, Kate O'Brien Ryall Prichard, o personagem do livro, Don Quebranta Huesos era uma espécie de Robin Hood espanhol, Fairbanks interpreta Cesar, o filho de Don Diego Vega, personagem que ele mesmo interpretou no filme de 1920; Além de Man with the Steel Whip, o seriado Don Daredevil Rides Again, de 1951 também utiliza cenas de arquivo relativas ao herói mascarado.

A série contém muitos erros, tais como Nancy (Barbara Bester) ocasionalmente referir-se ao personagem Jerry Randall como Dick (o nome real do ator Richard Simmons).

### Dublês
- Tom Steele … Jerry Randall/Tom/Gage (dublando Dick Simmons)
- Babe De Freest … El Latigo (dubalndo Dick Simmons via “cenas de arquivo”)
- Guy Teague … Price
- Chuck Hayward … Barn
- Robert 'Buzz' Henry … Orco
- Walt La Rue … homem na cidade
- Eddie Parker (via cenas de arquivo)
- Bill Yrigoyen (via cenas de arquivo)
- Joe Yrigoyen (via cenas de arquivo)

## Lançamento

### Cinemas
O lançamento oficial de Man with the Steel Whip é datado de 19 de julho de 1954, apesar de essa ser a data da disponibilização do 6º capítulo. Foi seguido pelo relançamento do seriado The Phantom Rider, reintitulado Ghost Riders of the West, ao invés de um novo seriado. O próximo seriado original lançado pela Republic seria Panther Girl of the Kongo, em 1955.

## Capítulos
1. The Spirit Rider (20min)
2. Savage Fury (13min 20s)
3. Mask of El Latiago (13min 20s)
4. The Murder Cave (13min 20s)
5. The Stone Guillotine (13min 20s)
6. Flame and Battle (13min 20s)
7. Double Ambush (13min 20s)
8. The Blazing Barrier (13min 20s)
9. The Silent Informer (13min 20s)
10. Window of Death (13min 20s)
11. The Fatal Masquerade (13min 20s)
12. Redskin Raiders (13min 20s)

Fonte: